# نیلتون پاچکو
نیلتون پاچکو (انگلیسی: Nilton Pacheco; ۲۶ ژوئیهٔ ۱۹۲۰ – ۲۶ ژوئن ۲۰۱۳) بازیکن بسکتبال اهل برزیل بود.
از باشگاه‌هایی که در آن بازی کرده‌است می‌توان به باشگاه فوتبال فلومیننزه اشاره کرد.